# 教宗方济各之死及葬礼
2025年4月21日上午7時35分，教宗方济各在其位于梵蒂冈城圣玛尔大之家的住處逝世，享壽88歲。聖座在同日由總務樞機凯文·若瑟·法雷尔透过梵蒂岡廣播電台及梵蒂冈媒体发布新聞影片，正式宣布他的死讯。
方濟各病逝前一个月，曾因呼吸道感染和双肺发炎在羅馬住院五周。在聖座的聲明中，他的死因被正式登記為中風以及隨後發生的心臟衰竭。方濟各逝世的日期適逢教會年曆的復活八日慶星期一，但他在逝世前一天的復活主日仍有公開活動。歷經3天在聖伯多祿大殿的公眾瞻仰後，方濟各的殯葬彌撒（葬禮）於2025年4月26日上午10時在聖伯多祿廣場舉行，隨即安葬於羅馬聖母大殿。

## 背景
据报道，方济各在76岁当选教宗时身体状况良好。他的医生表示，年轻时做的肺组织切除手术对其健康影响不大，唯一需要关注的是如果出现呼吸道感染，可能会影响他的呼吸储备。教宗曾经有慢性肺损伤，部分原因是他年轻时接受过肺切除手术。到了2020年代，方济各在冬季容易感染流感和支气管炎，此外因膝盖问题和坐骨神经痛他经常需要借助轮椅、助行器或拐杖。2021年，教宗的健康状况引发了关于他可能辞职的猜测，但方济各本人对此表示否认。在2022年6月接受膝盖治疗后，方济各取消了原定前往刚果民主共和国和南苏丹的行程。在接受路透社采访时方济各表示他并未考虑辞职，除非健康状况影响到他管理教会的能力。方济各2023年2月在访问刚果民主共和国时表示，辞职“目前并不在他的考虑范围内”。
方济各于2023年3月因呼吸道感染在罗马接受住院治疗，但他在4月份的时候返回罗马并在圣周六主持复活节守夜弥撒。同年6月，方济各因疝气接受腹部手术。方济各自2022年起开始公开使用轮椅，最初是因他膝盖持续疼痛而需手术治疗。他承认其行动不便使路透社称之为“教宗任期内一个新的、更漫长的阶段”，尽管他因“将残疾作为可见身份的一部分”而受到身障天主教徒的称赞。

### 疾病和最后几周
2025年2月14日，方济各因支气管炎入住罗马杰梅利医院。由于呼吸道受到多种微生物感染和双侧肺炎，他的住院时间比预期更长。《梵蒂冈新闻》称他的病情危急，并报道称他已接受输血和高流量加溫濕化氧氣治療。2月23日，有消息透露方济各正面临早期腎衰竭的症状，但病情仍在“可控范围内”。教宗病情在2月26日有所好转，但两天后出现的支气管痉挛导致他吸入了呕吐物，因此需要进行无创机械通气。梵蒂冈表示，他的预后治疗仍需谨慎对待。3月3日，据报道他已摆脱呼吸机并逐渐康复。梵蒂冈透露，方济各曾两次出现“急性呼吸功能衰竭”。此次事件发生后，教宗的病情第三次严重恶化并于当天下午恢复呼吸机治疗。
3月19日的报道称，方济各在晚上停止了机械通气。医生表示他的肺部感染已经得到控制但仍未根除，他于3月23日在阳台上向人群致以祝福后随即出院。预计他将在梵蒂冈城的圣玛尔大之家休养至少两个月，并会减少工作时间。4月6日，他自从入院以来首次公开露面。
在2025年4月20日，方济各去世的前一天，恰逢复活节（復活主日），方济各教宗将传统的复活主日弥撒委托给安傑洛·科瑪斯特里枢机主教主持。然而出乎意料的是方济各在与美国副总统萬斯会面后不久便出现在聖伯多祿廣場，为前来观礼的民众祈福。

## 逝世

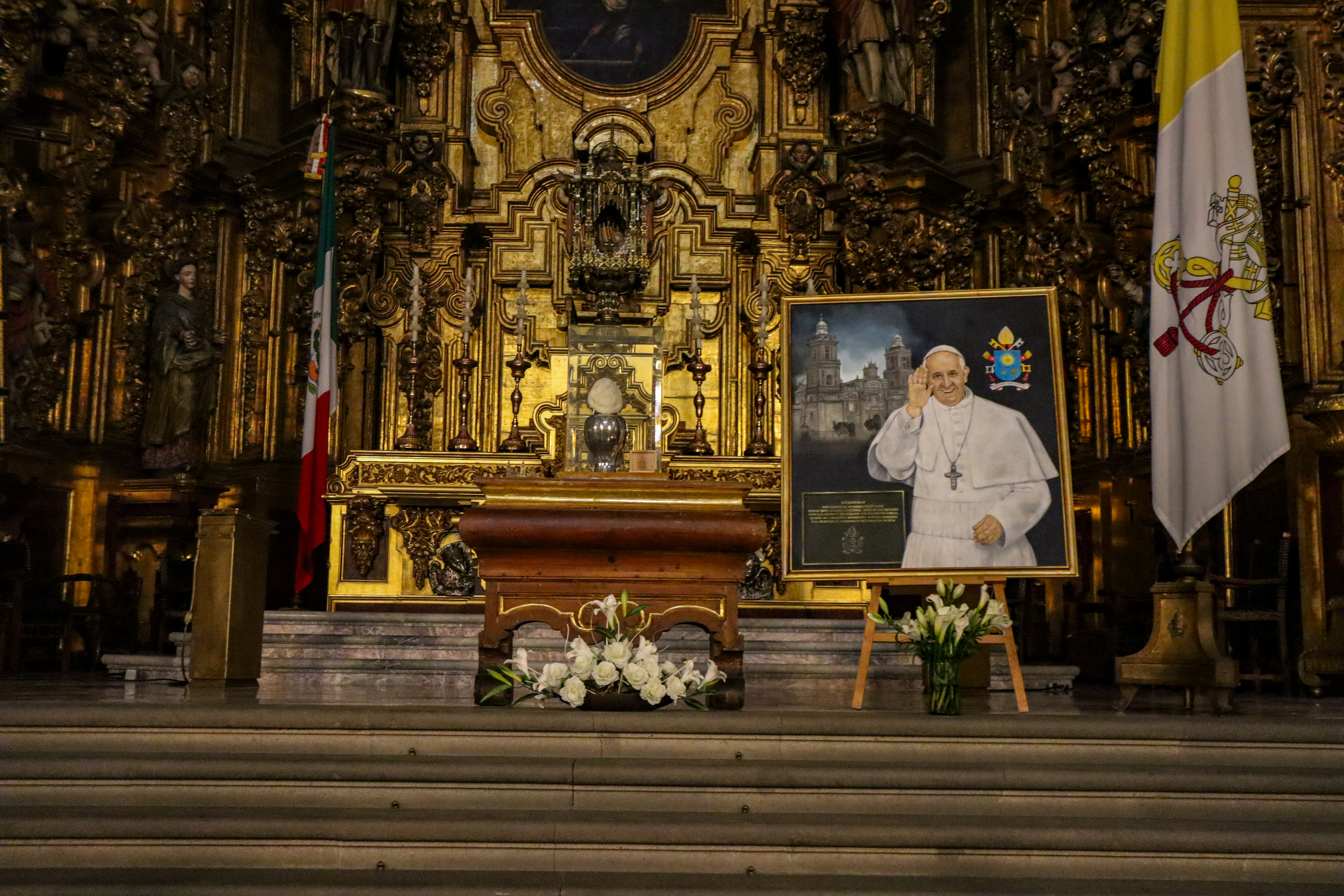
展示教宗在墨西哥城都主教座堂国王祭坛上佩戴的小瓜帽的展柜。这件小瓜帽是教宗在2016年访问该圣殿后赠送的礼物。

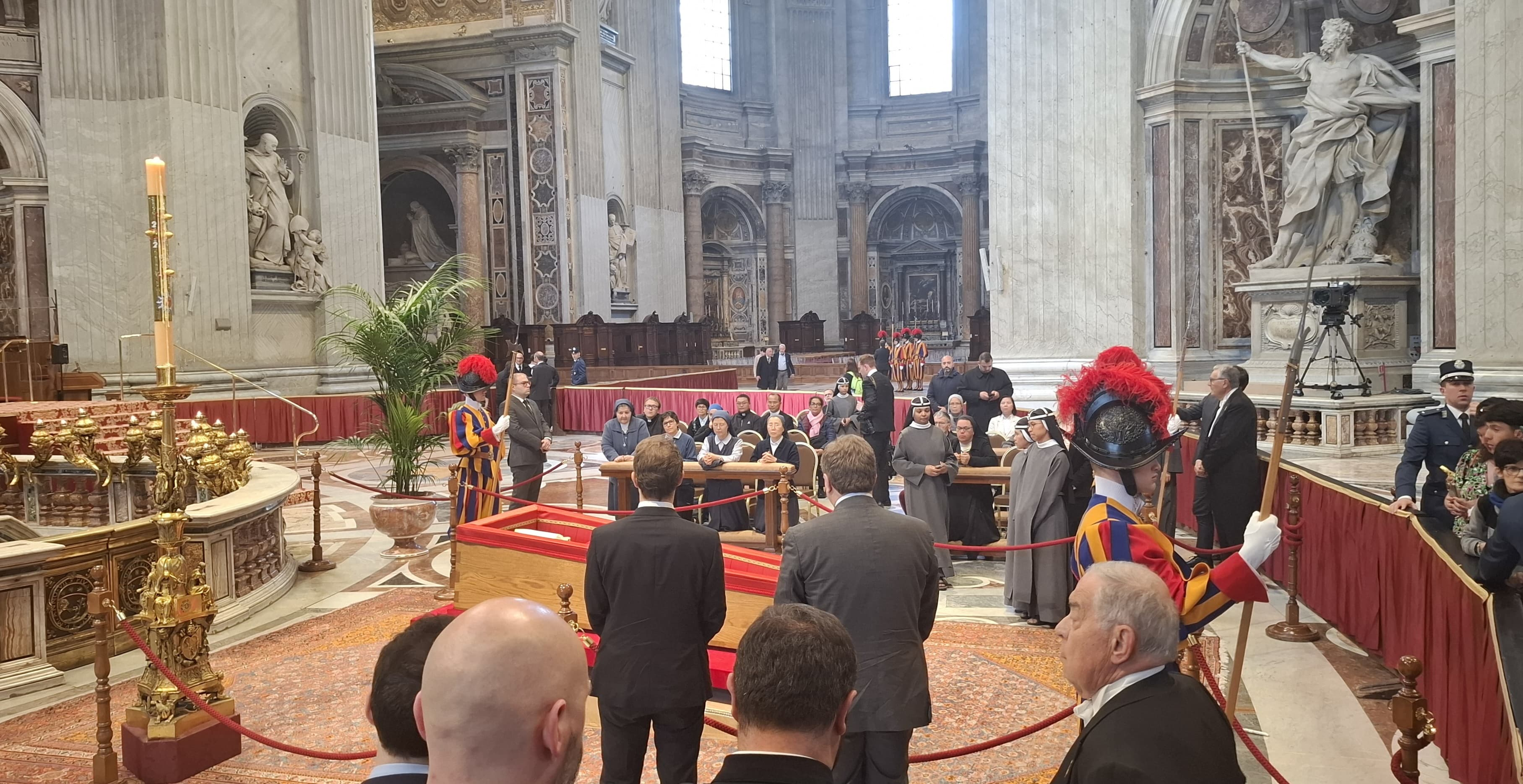
教宗方济各的公眾瞻仰

2025年4月21日，罗马圣教会总司库凯文·若瑟·法雷尔枢机在梵蒂冈媒体上发布了一项公告，宣布教宗方济各於當天（复活节星期一）欧洲中部夏令时间7:35在梵蒂冈城的住所安详辞世，享壽88岁，死因为中风及后续引发的心脏衰竭。法雷尔枢机是在教宗官邸圣玛尔大宫的小教堂中宣读該消息。他的死亡證明還指出他患有2型糖尿病和高血壓。 方济各预计将按照他本人的意愿安葬在圣母大殿。教宗方济各去世前最后一位会见的政治官员是克罗地亚总理安德烈·普连科维奇。
教宗方濟各逝世後，天主教會進入「宗座出缺」狀態，類似世俗政治的「看守政府」。根据教会法规定，新一任教宗的选举秘密会议应在宗座出缺后大约15至20天内召开，预计时间为2025年5月6日至11日。然而如果所有的选举人能够提前抵达罗马，会议也可以提前开始，这一点在教宗本笃十六世于2013年2月22日发布的《若干规定》（Normas nonnullas）中有明确说明。

## 葬礼
追悼会将由梵蒂冈的高级枢机主教凯文·若瑟·法雷尔在西斯汀小堂主持，首先进行逝者的确认仪式。教宗的葬礼（殯葬彌撒）传统上是一项盛大的活动，然而教宗方济各批准了对《教宗殯葬禮儀規程》进行简化的计划，该书详细阐述了教宗葬礼的仪式。他选择了一款简约的木质棺材，内衬锌板，并打破了将教宗遗体安放在高台上供公众瞻仰的传统。根据他的遗愿，教宗方济各将安葬于罗马圣母大殿，这使他成为自1903年教宗良十三世以来，首位在梵蒂冈城以外安葬的教宗。
教宗方濟各的殯葬彌撒原定在他去世后四至六天举行，後於2025年4月26日當地時間上午10時在聖伯多祿廣場舉行，由樞機團團長若翰·雷主祭，彌撒結束後靈柩由教宗座駕運載，發引前往羅馬聖母大殿安葬。
多國政要确认将出席葬礼，其中一些人早在4月21日就已确认出席，其中包括阿根廷总统哈维尔·米莱、美国总统唐纳德·特朗普和一位未经证实的英国王室高级成员（後為威廉王子）。烏克蘭總統澤倫斯基亦與川普在葬禮後於聖伯多祿大殿內舉行會談，兩國元首的會面被外媒以「擦肩外交」稱呼。中華民國（臺灣）總統賴清德則委託具天主教徒身份的前副總統陳建仁擔任特使，前往梵蒂岡弔唁及出席葬禮。

## 各界反應

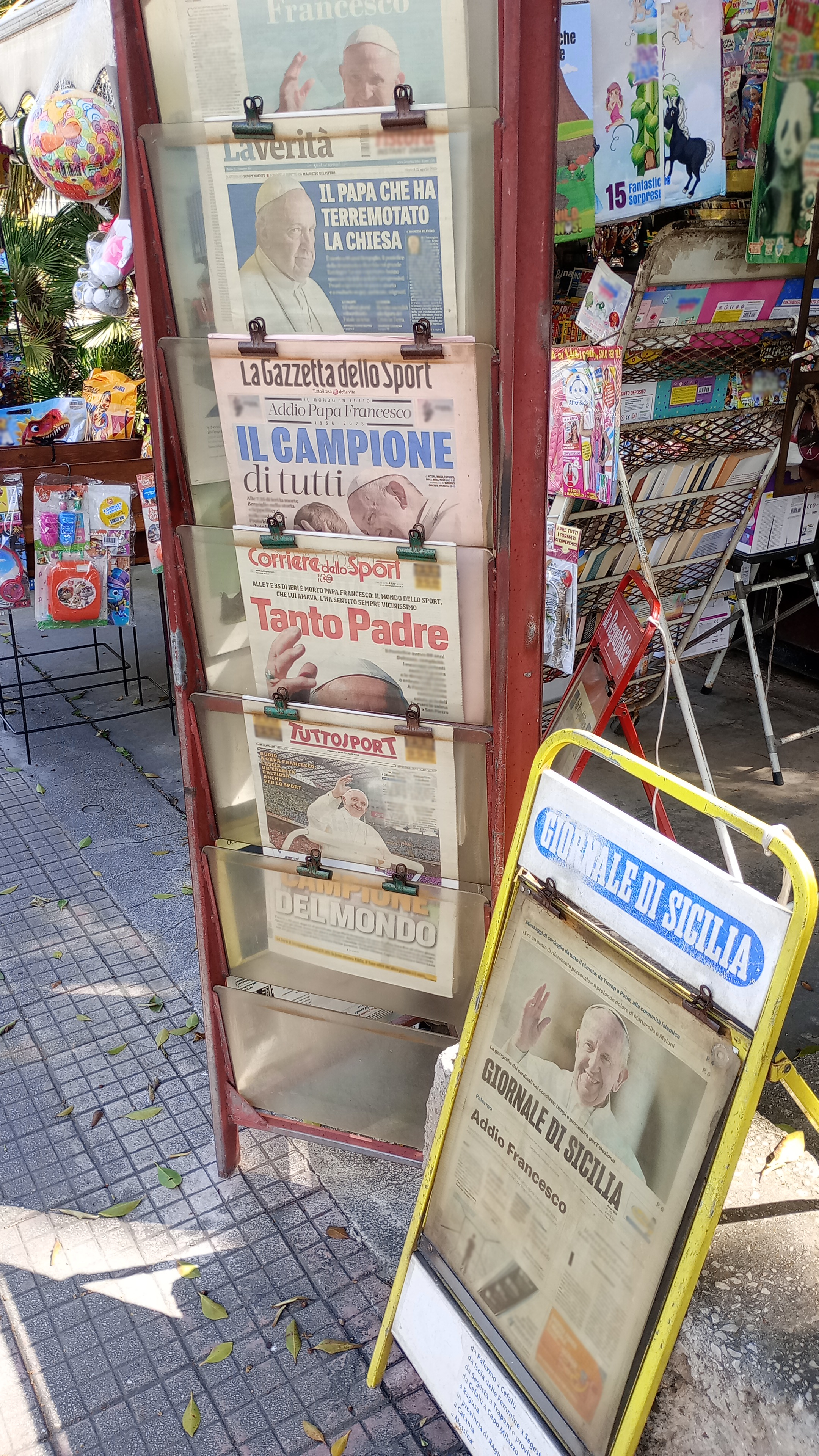
刊登方济各死亡新闻的意大利各报刊

### 非洲
- 埃及–埃及总统阿卜杜勒-法塔赫·塞西表示，教宗方济各“是和平、爱与同情的声音”。[3]
- 衣索比亞–埃塞俄比亚总理阿比·艾哈迈德在推特上表达了哀悼，并祝愿“他的同情心、谦逊和为人类服务的遗产能够继续激励后人”。[3]
- 加纳–加纳总统约翰·德拉马尼·马哈马表示，他曾亲自会见教宗方济各，他的领导才能和对他人的同情精神将继续激励一代又一代人。[67]
- 肯尼亚–肯尼亚总统威廉·鲁托称教宗的去世是基督教世界的“巨大损失”，并称赞他“对包容性和正义的坚定承诺”。[3]
- 尼日利亚–尼日利亚总统博拉·蒂努布呼吁全世界尊重他的教诲并弘扬他的精神遗产，称教宗方济各是弱势群体的捍卫者和数百万人的希望灯塔。[68]
- 南非–南非总统西里尔·拉马福萨表示，教宗方济各“谦逊”且坚定地致力于“让教会和世界变得更美好”。".[3]
- 坦尚尼亞–坦桑尼亚总统萨米娅·苏卢胡·哈桑表示哀悼，称教宗是一位致力于促进世界和平、人类进步和福祉的领导者和教育家。[69]

### 美洲
- 阿根廷–阿根廷总统哈维尔·米莱表示哀悼。[70]同时作为教宗祖国，阿根廷政府宣布举行三天正式哀悼，并向教宗表示慰问。[71]
- 巴西–巴西总统路易斯·伊纳西奥·卢拉·达席尔瓦宣布全国哀悼七天，并表示教宗方济各“始终致力于在仇恨中传播爱，在纷争中促进团结。他让人们意识到，我们都是平等的，生活在同一个星球这个大家园，而这个星球迫切需要我们的关怀。”[72]
- 墨西哥–墨西哥总统克劳迪娅·辛鲍姆称教宗方济各是“一位选择穷人、和平与平等的人道主义者”。[73]
- 美国–美国总统唐纳德·特朗普在真实社交上写道：“教宗方济各安息吧！愿上帝保佑他和所有爱他的人！”[3]他表示，為了表達對教宗的追思，即日起至教宗安葬當日日落為止，全美公共建築、軍事基地及駐外使館都下半旗致哀。[74]美国副总统JD·萬斯在教宗去世前一天与之会晤。他在X（原推特）上发文表示，尽管教宗的疾病显然非常严重，但他仍然感到荣幸能够见到教宗，并向“全世界数百万热爱他的基督徒”表达了深切的慰问。[75]美国前总统乔·拜登曾亲自会见教宗，他表示方济各将被铭记为我们这个时代最具影响力的领导人之一，并对他在阿根廷数十年来所做的人道主义工作表示赞赏。[67]美国前总统巴拉克·奥巴马在其X账户上发表了感言：“教宗方济各是一位独特的领袖，他激励我们追求更好的自我。他以谦逊和自我克制的态度，通过那些既简单又深刻的行动——如拥抱病人、关心无家可归者、为年轻囚犯洗脚——唤醒了我们，让我们意识到自己对上帝和彼此的道德责任。今天，我和米歇尔与全世界所有受到教宗榜样启发的人们共同哀悼，无论他们是否是天主教徒。愿我们继续响应他的号召，‘在这条充满希望的旅程中，永远不要袖手旁观’。”[76]
- 烏拉圭–乌拉圭总统亚曼杜·奥尔西向天主教社区表示哀悼，并表示“他或许是在世界最需要他的时候去世的”，留下了“明确的遗产和值得效仿的道路”。[77]

### 亚洲
- 亚美尼亚–亚美尼亚总理尼科尔·帕希尼扬对教宗方济各的去世表达深切的哀痛之情，并表示教宗在促进公正和平世界方面所发挥的领导作用永远不会被遗忘。[78]
- 阿塞拜疆–据报道，阿塞拜疆总统伊利哈姆·阿利耶夫向罗马圣教会总司库凯文·若瑟·法雷尔致信，赞扬教宗的人道主义工作和理念，并表达了对与教宗会晤的怀念。[79]
- 馬來西亞–马来西亚首相安华·依布拉欣代表马来西亚，向全世界天主教徒，特别是马来西亚天主教社群，致以最深切的哀悼。他表示方济各的离世将让人永远铭记他，因为他不仅是首位来自全球南方国家的教宗，同时更是在这个动荡世界中，传递慈悲、谦卑与正义的道德之声。方济各致力于促进跨宗教理解、环境保护、并维护边缘化群体的尊严，其影响力远远超出了天主教会的范围。教宗方济各是坚定的和平倡导者，他为不同信仰和文化之间架设桥梁所做的努力，赢得了包括穆斯林世界在内的尊重，并以清晰表达加沙地带的巨大苦难，提醒我们必须对所有暴力受害者表达同样的同情。”“他还维护移民和难民的尊严，促国际社会以人道和良知来应对他们的困境。”他还说，方济各的毕生奉献，让他想起了莎士比亚的名言：“他生来温柔，性情和谐，宛如天地四元素完美融合，大自然也会向世人宣告：‘此人，乃真君子’，”并对自己能在方济各上任教宗不久，与他在梵蒂冈会面，感到荣幸。[80]
- 孟加拉国–临时政府对方济各表示哀悼，并表示首席顾问穆罕默德·尤努斯将共同致力于维护人权价值观。[81]
- 印度–印度总理纳伦德拉·莫迪表示，他对教宗方济各的去世“深感悲痛”。[3]
- 伊朗–外交部向所有基督徒表达哀悼。[82][83]
- 以色列–总统艾萨克·赫尔佐格称赞他“有无限同情心”[3]
- 约旦–约旦国王阿卜杜拉二世向全世界的基督徒表达了诚挚的慰问，称教皇是“人民的教皇”，以同情、谦逊和温柔来领导人民。[84]
- 中华民国–總統賴清德哀悼其逝世，並命駐教廷大使館轉致唁電，總統府宣布總統府、行政院降半旗2天哀悼。[85]
- 中华人民共和国–外交部发言人郭嘉昆在回应记者相关提问时表示，中方对方济各教皇去世表示哀悼。郭嘉昆称，近年来中国和梵蒂冈保持建设性接触，开展了友谊的交往，中方愿同梵方共同努力，推动中梵关系持续改善。[86]

### 欧洲
- 法國–总统埃马纽埃尔·马克龙向教宗方济各致敬，赞扬这位罗马教宗始终 “站在最弱势和最脆弱群体一边”，并向 “全世界天主教徒致以最诚挚的哀悼”。同时也强调他肩负着“毕生为更大的正义和某种人类理念--博爱的人类--而奋斗的使命”。[87]
- 德国–德国总理奥拉夫·朔尔茨在X网站上发表文章，对失去“一位弱者的代言人、一位调解人和一位热心人”表示哀悼。[88]有望出任下一任总理的弗里德里希·梅尔茨则对方济各“对社会弱势群体、对正义与和解的不懈承诺”表示敬意。[82]
- 爱尔兰–总统麥可·D·希金斯在一份官方声明中向教宗致敬。[89]总理米歇尔·马丁在社交媒体上写道：“教宗方济各的遗产是他的和平、和解与团结的信息，这些信息活在他启发的人的心中。”
- 荷兰–首相迪克·斯霍夫表示：“教宗方济各在各方面都是一位人民的代表”[3]
- 波兰–波兰总统安杰伊·杜达表示教宗方济各“为人谦逊”[82]，而波兰总理唐纳德·图斯克则称赞教宗是一位“善良、热情、敏感的人”。[3]
- 俄罗斯–俄罗斯总统弗拉基米尔·普京向梵蒂冈表示慰问，称教宗方济各“积极推动俄罗斯正教会和罗马天主教会之间的对话发展，以及俄罗斯和梵蒂冈之间的建设性合作”。[70]
- 欧洲议会 –议长萝伯塔·梅措拉表示：“他富有感染力的微笑俘获了全球数百万人的心”[3]
- 瑞士–联邦主席卡琳·凯勒-祖特尔表示，教宗方济各是一位“伟大的精神领袖，一位不知疲倦的和平倡导者”[3]
- 英國–英国及其他英联邦王国国王、英联邦元首查尔斯三世表示他和卡米拉王后心情沉重，并对方济各的怜爱之心和对信徒的不懈贡献致敬。[90]
  - 蘇格蘭–首席部长约翰·斯温尼称他为“和平、宽容与和解的代言人”[3]
- 意大利–总理喬治亞·梅洛尼表示，“这一消息让我们深感悲痛”。[3]
- 烏克蘭–总统泽连斯基向教宗方济各致敬，称“他懂得如何给予希望，通过祈祷减轻痛苦，并促进团结。”[3]

### 大洋洲
- 澳大利亚–总理安东尼·阿尔巴尼斯称教宗方济各是所有天主教徒的“忠实拥护者和慈爱的父亲”，并表示他的逝世将受到澳大利亚天主教徒的哀悼。[83]

### 組織
- 慈濟基金會：2025年4月22日，慈濟基金會創辦人釋證嚴向已故教宗方濟各發表弔念信，表達無限緬懷與不捨[91]。
- 哈瑪斯–该组织发表官方声明对教宗方济各逝世表示哀悼，并称赞他谴责加沙种族灭绝。[92]